# اندیس خاک صنعتی شمال شرق سفید بوران
خاک صنعتی شمال شرق سفید بوران یک اندیس غیرفلزی است که در حوالی شهر قزوین استان قزوین قرار دارد و مادهٔ معدنی موجود در آن، خاک صنعتی است.سنگ میزبان این اندیس توفها و سنگهای آتشفشانی با ترکیب اسیدی سازند کرج است و دیرینگی آن به دوران ائوسن می‌رسد. 